# Karin Hackl
Karin Hackl (* 14. Juni 1989 in Admont) ist eine ehemalige österreichische Skirennläuferin. Sie startete zunächst in allen Disziplinen und konzentrierte sich nach Verletzungen ab 2011 vorwiegend auf den Riesenslalom. Hackl gehörte bis 2012 dem Kader des Österreichischen Skiverbandes (ÖSV) an, gewann in der Saison 2008/09 die Gesamt- und Riesenslalomwertung des Europacups, fuhr im Weltcup einmal unter die schnellsten 15 und gewann zwei Medaillen bei den Juniorenweltmeisterschaften 2009.

## Biografie
Im Dezember 2004 nahm Hackl an ihren ersten FIS-Rennen teil, ab November 2007 folgten Einsätze im Europacup. Einer breiteren Öffentlichkeit wurde sie bekannt, als sie im Jänner 2008 österreichische Juniorenmeisterin im Super-G wurde und drei Monate später den vierten Platz bei den Staatsmeisterschaften im Riesenslalom erreichte. In der Europacupsaison 2008/09 gewann sie drei Rennen im Riesenslalom und sicherte sich damit den Sieg in der Gesamtwertung sowie der Disziplinenwertung im Riesenslalom. Bei den Österreichischen Meisterschaften 2009 wurde sie Dritte im Riesenslalom.
Am 28. Dezember 2008 hatte Hackl ihre Premiere im Skiweltcup: Beim Riesenslalom in Semmering wurde sie 25. und holte somit ihre ersten Weltcuppunkte. Bei den Juniorenweltmeisterschaften 2009 in Garmisch-Partenkirchen wurde sie Zweite in der Kombination und Dritte im Riesenslalom. Zudem gelang ihr der Aufstieg vom B- in den A-Kader des ÖSV.
In der Saison 2009/10 durfte sie in zahlreichen Weltcuprennen starten. Nachdem sie in den ersten Rennen nicht punkten konnte, erzielte sie am 16. Jänner 2010 beim Riesenslalom in Maribor mit Rang 14 ihr bestes Weltcupresultat. Dies war jedoch ihr einziger Punktegewinn des Winters, worauf sie wieder in den B-Kader zurückgestuft wurde. Im Frühjahr 2010 erlitt Hackl eine schwere Verletzung mit Kompressionsfraktur und Einriss der Patellasehne, worauf sie fünf Monate pausieren musste. Sie startete ab November 2010 wieder in FIS- und Europacuprennen, musste die Saison 2010/11 aber bereits im Jänner wegen eines Kreuzbandrisses wieder beenden. Nachdem sie im Winter 2011/12 zwar in zwei FIS-Rennen auf das Podest gefahren, aber im Europacup neuerlich ohne Punkte geblieben war, wurde Hackl im Frühjahr 2012 aus den Kadern des ÖSV entlassen. Ende November 2012 gab sie ihren Rücktritt vom Skirennsport bekannt.

## Erfolge

### Juniorenweltmeisterschaften
- Garmisch-Partenkirchen 2009: 2. Kombination, 3. Riesenslalom, 12. Slalom, 20. Super-G, 25. Abfahrt

### Weltcup
- 1 Platzierung unter den besten 15

### Europacup
- Saison 2008/09: 1. Gesamtwertung, 1. Riesenslalomwertung
- 8 Podestplätze, davon 4 Siege:

| Datum             | Ort         | Land        | Disziplin    |
| ----------------- | ----------- | ----------- | ------------ |
| 22. November 2008 | Funäsdalen  | Schweden    | Riesenslalom |
| 16. Dezember 2008 | Schruns     | Österreich  | Riesenslalom |
| 6. Jänner 2009    | Lenzerheide | Schweiz     | Riesenslalom |
| 11. Februar 2010  | Götschen    | Deutschland | Riesenslalom |

### Weitere Erfolge
- 1 österreichischer Juniorenmeistertitel (Super-G 2008)
- 1 Sieg bei FIS-Rennen (im Riesenslalom)